# Стив Джобс (книга)
Стив Джобс (англ. Steve Jobs: A Biography) — биография сооснователя корпорации Apple Стива Джобса, написанная американским журналистом и биографом Уолтером Айзексоном и опубликованная издательством «Simon & Schuster». Айзексон работал над книгой около трёх лет. В основе книги — около сорока интервью, которые Джобс дал Уолтеру Айзексону за два года, а также сто с лишним интервью с родственниками, друзьями, врагами, соперниками и коллегами.
Изначально выход биографии на английском языке был запланирован на 21 ноября 2011 года, но в связи со смертью Джобса выход книги в свет был перенесён на 24 октября 2011 года.
10 октября 2011 года Sony Pictures приобрела права на экранизацию книги, заплатив за них «не менее 1 млн долларов».
Русскоязычная версия книги вышла в конце ноября 2011 года в издательстве «Астрель» тиражом в 10 000 экземпляров, в 2012 году была переиздана тиражом уже 30 000 экземпляров.

## История написания
Это первая и единственная биография Стива Джобса, написанная при его содействии. В основу книги легли беседы с самим Джобсом, а также с его родственниками, друзьями, соперниками и коллегами. Джобс хотя и участвовал в создании книги, но не ставил автору никаких ограничений, не контролировал его, даже не попросил показать ему готовый текст. Он откровенно отвечал на все вопросы, рассказывал о тех, с кем он работал и с кем соперничал.
Книга вышла в США в октябре 2011 года и сразу стала первой в рейтинге Amazon.com.

## Содержание
Глава 1. Детство. Брошен и выбран
Глава 2. Странная парочка. Два Стива
Глава 3. Исключение из школы. Включайтесь, настраивайтесь
Глава 4. Atari и Индия. Дзен и дизайн игр
Глава 5. Apple I. Включись, настройся, улетай
Глава 6. Apple II. Заря новой эры
Глава 7. Крисэнн и Лиза. Тот, кого бросили
Глава 8. Xerox и Lisa. Графические интерфейсы пользователя
Глава 9. Открытое акционерное общество. Богатый и знаменитый
Глава 10. Рождение Мас. Говорите, вам нужна революция
Глава 11. Поле искажения реальности. Игра по своим правилам
Глава 12. Дизайн. Настоящие художники упрощают
Глава 13. Создание Мас. Путешествие — это награда
Глава 14. Появляется Скалли. Pepsi бросает вызов
Глава 15. Выпуск. След во вселенной
Глава 16. Гейтс и Джобс. Пересечение орбит
Глава 17. Икар. Чем выше взлет
Глава 18. NeXT. Освобожденный Прометей
Глава 19. Pixar. Союз искусства и технологии
Глава 20. Обычный парень. Такое слово, любовь
Глава 21. «История игрушек». Базз и Вуди спешат на помощь
Глава 22. Второе пришествие. И что за чудище, дождавшись часа
Глава 23. Реставрация. Кто сейчас проиграл, тот потом победит
Глава 24. Think Different. Временный генеральный директор
Глава 25. Принципы дизайна. Студия Джобса и Айва
Глава 26. iMac. Привет (снова)
Глава 27. Генеральный директор. Все так же безумен
Глава 28. Apple Store. Бар гениев и тосканский песчаник
Глава 29. Цифровой узел. От iTunes к iPod
Глава 30. Магазин iTunes. Я — крысолов
Глава 31. Человек музыки. Саундтрек его жизни
Глава 32. Pixar и его друзья …и враги
Глава 33. Mac XXI века. Разделение Apple
Глава 34. Первый раунд. Memento mori
Глава 35. iPhone. Три революционных продукта в одном
Глава 36. Второй раунд. Рак возвращается
Глава 37. iPad. На пути в посткомпьютерную эру
Глава 38. Новые сражение. И отзвуки старых
Глава 39. В бесконечность. Облако, космический корабль и далее
Глава 40. Третий раунд. Сумерки. Борьба
Глава 41. Наследие. Яркий небосвод воображения